# Фатерштетен
Фатерштетен (њем. Vaterstetten) општина је у њемачкој савезној држави Баварска. Једно је од 21 општинског средишта округа Еберсберг. Према процјени из 2010. у општини је живјело 21.697 становника. Посједује регионалну шифру (AGS) 9175132.

## Географски и демографски подаци
Фатерштетен се налази у савезној држави Баварска у округу Еберсберг. Општина се налази на надморској висини од 528 метара. Површина општине износи 34,1 km². У самом мјесту је, према процјени из 2010. године, живјело 21.697 становника. Просјечна густина становништва износи 636 становника/km².

## Међународна сарадња
| Мјесто      | Држава    | Врста сарадње | Од    |
| ----------- | --------- | ------------- | ----- |
| Трогир      | Хрватска  | пријатељство  | 2007. |
| Алош        | Француска | партнерство   | 1982. |
| Алем Катема | Етиопија  | партнерство   | 1996. |
| Извор       |           |               |       |